# Titularbistum Hermopolis Maior
Hermopolis Maior (auch Hermopolis Magna oder Hermopolis Superior) war ein Titularbistum der  römisch-katholischen Kirche.
Es geht zurück auf einen untergegangenen Bischofssitz in der Stadt Hermopolis Magna in Oberägypten. Es war ein Suffraganbistum des Erzbistums Antinoë im Patriarchat von Alexandria. Das katholische Titularbistum wurde im 18. Jahrhundert gegründet und 1949 aufgehoben.
Das Titularbistum wurde ursprünglich nur Hermopolis genannt; der Namenszusatz Maior wurde um 1920 zur Unterscheidung vom Titularbistum Hermopolis Parva (auch Hermopolis Minor oder Hermopolis Inferior) ergänzt.
| Titularbischöfe von Hermopolis Maior |                                      |                                                                       |                   |                    |
| Nr.                                  | Name                                 | Amt                                                                   | von               | bis                |
| 1                                    | Luigi Antonio Valdina Cremona        |                                                                       | 23. März 1729     | 24. Oktober 1758   |
| 2                                    | Dominik Kiełczewski                  | Weihbischof in Chełm (Polen)                                          | 21. Juli 1760     | 14. Juli 1775      |
| 3                                    | Bernado Serio                        | Weihbischof in Palermo (Italien)                                      | 9. August 1802    |                    |
| 4                                    | Denis-Antoine-Luc de Frayssinous     |                                                                       | 19. April 1822    | 12. Dezember 1841  |
| 5                                    | Antoni Melchior Fijałkowski          | Weihbischof in Płock (Polen)                                          | 27. Januar 1842   | 18. September 1856 |
| 6                                    | Agostino Franco                      |                                                                       | 25. Juni 1858     | 1877               |
| 7                                    | Charles-Bonaventure-François Theuret | Abtbischof der Territorialabtei Saints Nicholas und Benedikt (Monaco) | 15. Juli 1878     | 17. März 1887      |
| 8                                    | Jan Ignacy Korytkowski               | Weihbischof in Gnesen (Polen) (Nominee)-vor der Weihe verstorben      | 27. April 1888    | 14. Mai 1888       |
| 9                                    | Robert Brindle                       | Weihbischof in Westminster (Großbritannien)                           | 29. Januar 1899   | 6. Dezember 1901   |
| 10                                   | Juan Benlloch y Vivó                 | Apostolischer Administrator von Solsona (Spanien)                     | 16. Dezember 1901 | 6. Dezember 1906   |
| 11                                   | John Jeremiah Lawler                 | Weihbischof in Saint Paul (Minnesota, USA)                            | 8. Februar 1910   | 29. Januar 1916    |
| 12                                   | Giorgio Glosauer                     | Weihbischof in Prag (Tschechien)                                      | 7. Juli 1917      | 9. Juni 1926       |
| 13                                   | Eduardo José Herberhold OFM          | Koadjutorprälat von Santarém (Pará, Brasilien)                        | 7. Januar 1928    | 30. Januar 1931    |
| 14                                   | Francesco Fulgenzio Lazzati OFM      | Apostolischer Vikar von Mogadischu (Somalia)                          | 14. Juli 1931     | 24. Mai 1932       |